# Freie Waldorfschule Leipzig
Die Freie Waldorfschule Leipzig ist eine Ersatzschule in freier Trägerschaft in Leipzig, Schulträger ist der Verein der Waldorfschulgemeinschaft Leipzig e. V. Die Schule arbeitet auf Grundlage der von Rudolf Steiner begründeten Waldorfpädagogik.

## Geschichte
Hervorgegangen aus den Foren für freie Pädagogik und unter Mitwirkung der Christengemeinschaft in Leipzig konnte am 30. August 1990 im Seniorenheim „Clara Zetkin“ in der Brambacher Straße 89 im Leipziger Stadtteil Grünau die Einweihung der ersten Freien Waldorfschule Leipzigs gefeiert werden, nachdem einen Tag zuvor vom Ministerium für Bildung und Jugend die Genehmigung für den Schulbetrieb erteilt worden war. Im September 1990 begannen 6 Lehrer mit dem Unterricht für etwa 120 Schüler in den Klassen 1 bis 4 an der neu gegründeten Freien Waldorfschule Leipzig. Die Schule war zunächst in Grünau untergebracht. 1990 nutzte sie die Räume eines ehemaligen Kindergartens in der Potzschkaustraße 50. 1993 zog sie in ein eigenes Gebäude in der Breisgaustraße 83, dieser Bau, der früher ebenfalls eine Kindereinrichtung beherbergte, wurde zwischenzeitlich abgerissen. Wegen zunehmenden Platzmangels wurde 1994 ein Architektenwettbewerb für einen Schulneubau ausgeschrieben. Obwohl ein Grundstück bereits zur Verfügung stand, musste dieser Plan aus Kostengründen aufgegeben werden.
Im August 2000 bezog die Schule ihr jetziges Gebäude in der Mockauer Berthastraße 15. Für das Schulgebäude der 1957 als Grundschule eröffneten ehemaligen 11. Schule (zeitweise Bruno-Schönlank-POS) besitzt der Trägerverein seit 2003 einen Erbbaurechtsvertrag.
Die ersten Schüler mit Haupt- bzw. Realschulabschluss verließen 1998 die Schule, das Abitur wurde erstmals 1999 abgenommen. Im Schuljahr 2009/2010 gab es in der Freien Waldorfschule Leipzig insgesamt 289 Schülerinnen und Schüler (129 Grundschülerinnen und -schüler sowie 160 Schülerinnen und Schüler der Sekundarstufe I und II).

## Struktur und Unterrichtsfächer
Die Waldorfschule lässt sich keiner der klassischen Schularten zuordnen. Sie fasst die Klassenstufen 1 bis 13 in einer integrierten Schulform zusammen und bietet neben den drei allgemeinbildenden Schulabschlüssen (Hauptschulabschluss in Klasse 11, Realschulabschluss in Klasse 12, Abitur in Klasse 13) zusätzlich den Waldorfschulabschluss in Klasse 12.
In der mittlerweile bis zur siebten Klasse zweizügigen Schule gliedert sich der Unterricht in einen Hauptunterricht – der bis Klasse 8 von einem Klassenlehrer übernommen wird – mit einem Unterrichtsblock von 2 Stunden täglich, in dem die Hauptfächer (Deutsch, Mathematik, Naturwissenschaften, Geschichte, Geografie) im Wechsel von jeweils 3 bis 4 Wochen nacheinander unterrichtet werden (sogenannter Epochenunterricht). An den Hauptunterricht schließt sich der Fachunterricht an, in dem die Klassen meist in zwei Gruppen aufgeteilt werden. Im Fachunterricht werden die Fächer Englisch, Russisch, Musik, Sport, Eurythmie, Religion, Handarbeit, Handwerklich-Künstlerischer Unterricht von Fachlehrern unterrichtet.
Schulpflichtige Kinder mit kleineren Reifeverzögerungen können in einer sogenannten Eingangsklasse in einer kleinen Gruppe an das schulische Lernen gewöhnt werden. Nach diesem Übergangsjahr werden sie regulär in Klasse 1 eingeschult. Das stellt jedoch keine Klassenwiederholung im engeren Sinne dar, denn Klassenwiederholungen („Sitzenbleiben“) gibt es an der Freien Waldorfschule grundsätzlich nicht.
Am Schuljahresende bekommt jeder Schüler ein ausführliches Zeugnis in Textform, in dem Lernfortschritte und individueller Entwicklungsstand beschrieben sind. Ein Zensurenzeugnis erhalten die Schüler erst ab Ende des 1. Halbjahrs der 11. Klasse. Am Ende des Schuljahres gibt es dann trotzdem zusätzlich zu den Noten die Bewertung in verbaler Form.
Die Schüler der Klassen 1 bis 4 können den Hort besuchen. Der Hort der Waldorfschule soll den Schülern im häuslich-sozialen und im schöpferisch-kreativen Bereich Betätigungsfelder schaffen.

## Kindergarten
Auch ein Waldorfkindergarten mit zwei altersgemischten Gruppen mit Kindern von 3 bis 6 Jahren und einer Kleinkindgruppe war Bestandteil der Schule. Er nutzte ursprünglich Räumlichkeiten im Schulgebäude. Mit dem Umzug in ein auf dem Schulgelände neu errichtetes Kindergartengebäude wurde der Kindergarten am 1. August 2011 selbstständig. Trägerverein ist seitdem der Waldorfschulkindergarten Leipzig e. V.
Für den neuen Waldorfschulkindergarten, der sich direkt neben dem Schulgebäude in der Friedrichshafner Straße 25 befindet, entwarfen das Markurt Architekturkontor aus Leipzig zusammen mit dem Architekturbüro Denker & Zimmer aus Berlin einen Strohballenbau, bei dem die Gefache eines Holzständerwerkes mit Strohballen ausgefüllt wurden. In den Innenwänden sind etwa 12.000 handgefertigte Lehmziegel verbaut. Die Grundsteinlegung des Kindergartens war am 28. August 2010. Nach zwei Monaten konnte am 26. Oktober 2010 das Richtfest gefeiert werden.